# باوچینا
باوچینا (به ایتالیایی: Baucina) یک کومونه در ایتالیا است که در استان پالرمو واقع شده‌است.

## خصوصیات
باوچینا ۲۴٫۴ کیلومترمربع مساحت و ۲٬۰۰۳ نفر جمعیت دارد.